# Габордуса
Габордуса — река в России, протекает по Лодейнопольскому району Ленинградской области. Левобережный приток Поисары (притока Капши).
Высота устья — 89,8 м над уровнем моря. Высота истока — 99,2 м над уровнем моря.
Реку пересекает дорога Тервеничи — Ребовичи.

## Притоки
(от истока к устью)
- Тедровский (левый)
- Каменный (правый)
- Лопой (левый)

## Данные водного реестра
По данным государственного водного реестра России относится к Балтийскому бассейновому округу, водохозяйственный участок реки — Свирь, речной подбассейн реки — Свирь (включая реки бассейна Онежского озера). Относится к речному бассейну реки Нева (включая бассейны рек Онежского и Ладожского озера).
Код объекта в государственном водном реестре — 01040100812102000013567.